# Constitution Party
De Constitution Party (Nederlands: Grondwetpartij) is een conservatieve en non-interventionistische partij in de Verenigde Staten van Amerika. De partij werd in 1992 opgericht als de U.S. Taxpayers' Party (VS Belastingbetalerspartij). In 1999 werd de huidige naam aangenomen.
De Constitution Party eist een strikte naleving van de Amerikaanse grondwet door overheid en burgers en de naleving van Bijbelse wetten die volgens de Constitution Party de inspiratie vormden voor de opstellers van de grondwet.
De Constitution Party noemt zichzelf de snelst groeiende partij van het land. In 2008 telde de partij 384.722 leden.

## Geschiedenis
De Constitution Party werd in 1992 opgericht onder de naam U.S. Taxpayers' Party (VS Belastingbetalerspartij). De nieuwe partij absorbeerde het grootste deel van de ultraconservatieve American Independent Party van George Wallace, een vroeger lid van de Democratic Party en voorstander van segregatie. Een van de oprichters van de US Taxpayers' Party was Howard Phillips, voorzitter van The Conservative Caucus, een paleoconservatieve denktank. Phillips was bij de 1992, 1996 en 2000 kandidaat voor het presidentschap van de Verenigde Staten. Hij kreeg achtereenvolgens 0,04%, 0,19% en 0,09% van de stemmen.
In 1996 gaf de prominente republikein Pat Buchanan te kennen zich namens de U.S. Taxpayers' Party te kandideren voor het presidentschap als de republikeinse presidentskandidaat Bob Dole een pro-choice kandidaat zou kiezen als zijn running mate. Bob Dole koos uiteindelijk pro-lifeactivist Jack Kemp als zijn running mate en Buchanan zag af van zijn kandidatuur voor de U.S. Taxpayers' Party.
In 1999 werd de partijnaam gewijzigd in Constitution Party.
Bob Smith stapte in 1999 uit de Republican Party met de intentie bij de presidentsverkiezingen van 2000 mee te doen als kandidaat van de Constitution Party. Zijn Katholicisme was echter een obstakel en hij sloot zich uiteindelijk niet aan bij de Constitution Party en keerde uiteindelijk terug bij de Republican Party.

### Presidentsverkiezingen van 2004
De Nationale Conventie van de Constitution Party nomineerde in juni 2004 te Valley Forge, Pennsylvania, Michael Peroutka als kandidaat voor het presidentschap. Zijn running mate (kandidaat voor het vicepresidentschap) werd Chuck Baldwin. Het duo Peroutka/Baldwin kreeg bij de presidentsverkiezingen van 2 november 2004 143.630 stemmen (0,12%), het grootste succes voor de Constitution Party tot dan toe.

### Crisis van 2006
In het voorjaar van 2006 gaf de kandidaat voor het gouverneurschap van Nevada van de Independent American Party of Nevada (de afdeling van de Constitution Party in de staat Nevada), Christopher H. Hansen, te kennen dat hij abortus in het geval van verkrachting, incest of het redden van het leven van de moeder gerechtvaardigd vindt. Ook kandidaten in Colorado en Idaho schaarden zich achter de opvattingen van Hansen. Deze opvattingen zijn in strijd met het partijprogramma van de Constitution Party welke alle vormen van abortus provocatus verwerpt. Een aantal prominente partijleden riepen op om de afdeling van de Constitution Party in Nevada te schorsen, maar tijdens een partijcongres in Tampa, Florida werd echter besloten partijafdelingen en kandidaten enigszins vrij te laten in hun opvattingen. Dit besluit leidde tot de afscheiding van de partijafdelingen in Montana en Oregon (2006) totdat de partij weer een duidelijk pro-lifeprofiel zal aannemen.

### Presidentsverkiezingen van 2008
Bij de Nationale Conventie van de Constitution Party in april 2008 in Kansas City, Missouri, kozen 383 van de 516 gedelegeerden (74,38%) Chuck Baldwin tot presidentskandidaat. Baldwin was in 2004 de running mate van Peroutka. Tot kandidaat voor het vicepresidentschap werd Darrell Castle gekozen die 389 stemmen kreeg (75,38%).
Bij de presidentsverkiezingen van 4 november 2008 kreeg het duo Baldwin/Castle 199.314 stemmen (0,15%) en eindigden als vierde. De partij deed aan de verkiezingen mee in 37 staten (incl. de twee afgescheiden partijafdelingen in Montana en Oregon).

## Logo
Het logo van de partij is de Amerikaanse zeearend.

## Ideologie en standpunten
De Constitution Party is een paleoconservatieve partij, dat wil zeggen zij is traditioneel conservatief en staat afwijzend tegenover de dominante neoconservatieve stroming. De partij is tegen Amerikaanse inmenging in buitenlandse aangelegenheden (noninterventionisme), tegen liberalisme en staan een isolationistisch beleid voor. De partij gelooft dat de Amerikaanse grondwet haar oorsprong vindt in de Bijbelse wetten en wil als zodanig dat God als Koning der koningen en albeheerser door de overheid wordt erkend. De partij streeft een strikte naleving van de grondwet na, maar verzet zich tegelijkertijd tegen veel wetten. Een aantal grondwetsartikelen dienen echter volgens de Constitution Party te worden gewijzigd, in de eerste plaats artikel 6, sectie 3 die stelt dat voor het bekleden van een publieke functie niet aan een religieuze overtuiging is gebonden.
De Christelijke visie van de Constitution Party wijkt sterk af van de Christendemocratische of traditioneel theocratische visie zoals die leeft binnen de Christelijke politiek. Veel aanhangers van de Constitution Party menen dat de grondwet van de Verenigde Staten voor een groot deel is gebaseerd op de Bijbelse wetgeving, behoudens enkele artikelen, die dan ook moeten worden aangepast of gewijzigd.
Abortus, euthanasie, doodstraf

De Constitution Party verwerpt abortus provocatus en euthanasie maar is tegelijkertijd wel voorstander van de uitvoering van de doodstraf. De doodstraf mag echter alleen worden uitgevoerd bij personen die zich schuldig hebben gemaakt aan levensdelicten.
Belastingen

De Constitution Party streeft een verlaging van de inkomstenbelasting na. De Constitution Party is over het algemeen tegen hoge belastingen. Deze kunnen volgens de partij omlaag als de overheid het sociale stelsel en de bureaucratie afschaft. Sociale voorzieningen behoeven volgens de partij niet door de overheid te worden gefinancierd.
Buitenlands beleid en defensie

De partij staat voor een noninterventionistische buitenlandse politiek en wil dat Amerika zich terugtrekt uit internationale organisaties zoals de Verenigde Naties en een aantal verdragen opzegt m.b.t. vrijhandel zoals de Noord-Amerikaanse Vrijhandelsovereenkomst (NAFTA), General Agreement on Tariffs and Trade (GATT) en uit de Wereldhandelsorganisatie stapt.
De Constitution Party is tegenstander van de aanwezigheid van Amerikaanse troepen in Irak, Afghanistan en andere delen van de wereld. Het leger moet vooral worden ingezet in de Verenigde Staten zelf en voor de bescherming van de grenzen.
Economie

De Constitution Party is protectionistisch ingesteld en tegenstander van vrijhandel. Als zodanig wil de partij dat de Verenigde Staten zich terugtrekken als lid van de Noord-Amerikaanse Vrijhandelsorganisatie. Haar protectionistische inslag komt vooral tot uiting door de wens om de douanerechten te verhogen. Binnenlands is de Constitution Party voorstander van een vrije markt. Overigens is de partij tegen ondernemingen die hun activiteiten naar lagelonenlanden verhuizen en tegen Amerikaanse investeringen in het buitenland. Het antikapitalisme van de Constitution Party komt voornamelijk naar voren in haar streven naar mercantilisme en haar strijd tegen neoliberalisme.
Huwelijk

Het huwelijk wordt door de Constitution Party gezien als een door de Schepper ingestelde institutie tussen een man en een vrouw. Het homohuwelijk wordt door de Constitution Party afgewezen en moet worden verboden. Homoseksualiteit wordt door de partij omschreven als "ongewenst seksueel gedrag."
Immigratiebeleid

Het door de Constitution Party voorgestane immigratiebeleid is bijzonder streng. De partij is tegen illegale immigranten en staat strenge immigratie eisen voor. Personen die zich in de VS willen vestigen moeten aan strenge voorwaarden voldoen.
Onderwijs

De Constitution Party wil dat op iedere school Bijbelonderwijs wordt gegeven. Ook zet de partij zich voor thuisonderwijs.
Rechten van de Staten

Volgens de Constitution Party moeten de afzonderlijke staten meer bevoegdheden krijgen. Daarnaast wil de partij dat afzonderlijke staten het recht krijgen om uit de Unie te treden.
Taal

De Verenigde Staten kennen geen officiële landstaal. De meest gesproken talen zijn het Engels en het Spaans. De Constitution Party maakt zich sterk voor de erkenning van één officiële taal, namelijk het Engels.
Sommige kandidaten hebben zich weleens extreemrechts uitgelaten zoals Joseph Sobran (anti-Joodse uitlatingen), Ezola B. Foster (anti-homo uitlatingen) en Jerome Corsi (anti-Islam, antisemitisch).

## Jeugdafdeling
De Constitution Party kent ook een jeugdafdeling, de Young Constituionalists.

## Afdelingen in deStaten
- Cursief tussen haakjes staan de namen van de partijafdelingen voor zover deze afwijken.
- Colorado (American Constitution Party)
- Delaware
- Florida
- Idaho
- Maryland
- Michigan (U.S. Taxpayers' Party of Michigan)
- Mississippi
- Missouri
- Montana (sinds 2006 afgescheiden: Constitution Party of Montana)
- Nevada (Independent American Party of Nevada)
- New Mexico
- Oregon (sinds 2006 afgescheiden: Constitution Party of Oregon)
- South Carolina
- South Dakota
- Utah (Constitution Party of Utah)
- Vermont
- In 2010 houdt de Constitution Party petities in Wyoming en Arizona om in die staten als partij te worden toegelaten bij verkiezingen en 2012 houdt de partij een petitie om bij verkiezingen te worden toegelaten in North Carolina.

## Resultaten bij de presidentsverkiezingen 1992 - heden
| Jaar | Presidentskandidaat | Vicepresidentskandidaat | Stemmen |
| ---- | ------------------- | ----------------------- | ------- |
| 2008 | Chuck Baldwin       | Darrell Castle          | 199.314 |
| 2004 | Michael Peroutka    | Chuck Baldwin           | 143.630 |
| 2000 | Howard Phillips     | Curtis Frazier          | 98.022  |
| 1996 | Howard Phillips     | Herb Titus              | 184.820 |
| 1992 | Howard Phillips     | Albion Knight, Jr.      | 43.369  |

## Partijvoorzitters
- Ted Adams (1992-1996)
- Bill Shearer (1996-1999)
- Jim Clymer (1999-)

## Verwijzingen
1. ↑  https://web.archive.org/web/20081103041944/http://www.ballot-access.org/ballot-chart.html
2. ↑  Dit is slechts ten dele waar. Inderdaad lieten sommige ondertekenaars van de grondwet zich door hun geloof leiden, maar men liet zich ook leiden door nieuwe opvattingen, zoals de Verlichting en het liberalisme
3. ↑  https://www.constitutionparty.com/party_platform.php#Preamble
4. ↑  https://www.constitutionparty.com/party_platform.php#Sancity%20of%20Life
5. ↑  https://web.archive.org/web/20120414211801/https://www.constitutionparty.com/faqs.php
6. ↑  https://www.constitutionparty.com/party_platform.php#Family
7. ↑  De partij wil mensen met ziekten, lage inkomens, slecht moraal, criminelen etc. uit de VS weren
8. ↑  https://constitutionparty.com/party_platform.php#Statehood